# Röder-Knoten
Der Röder-Knoten ist ein chirurgischer Knoten zum Abbinden von Ligaturen in der minimalinvasiven Chirurgie. Im feuchten Milieu zeigt er eine hohe Knotenfestigkeit und ist je nach Nahtmaterial teilweise besser als klassische Nicht-Gleitknoten.

## Geschichte
Ursprünglich stammt der Knoten aus der Tiermedizin. Professor Oskar Röder von der Tierärztlichen Hochschule Dresden erfand den Knoten und beschrieb ihn 1913 in seinem Werk Chirurgische Operationstechnik für Tierärzte und Studierende. Allerdings geriet der Knoten dann in Vergessenheit. Erst mit Einführung der endoskopischen Chirurgie entdeckte man den Knoten wieder. Dort sind Gleitknoten heute unverzichtbar und der Röder-Knoten gehört zu den Grundtechniken. Jedoch bietet der Knoten auch bei nicht-endoskopischen Eingriffen Vorteile.
Nahtmaterialhersteller bieten auch vorkonfektionierte Knoten mit bereits aufgefädeltem Knotenschieber an, häufig „Röderschlingen“ genannt. Diese gehen auf eine Erfindung des Pioniers der Laparoskopie Kurt Semm zurück. Als Semm um 1975 eine Sterilisation vornahm, kam es zu einer Blutung. Um sie zu stillen, wollte Semm einen Röder-Knoten setzen, der sich schon seit Jahren bei anderen Operationen bewährt hatte. Damals gab es jedoch keine Instrumente, um die Schlinge in das Abdomen zu schieben. So improvisierte er und fädelte den Knoten in einen Trokar ein. Die Methode beschrieb Semm in zahlreichen Publikationen und seit 1977 ist sie Routine.

## Knüpfen
Nachdem der Chirurg die Naht gesetzt hat, legt er den Knoten extrakorporal (außerhalb des Körpers). Dazu knüpft er mit dem Faden einen halben Knoten. Um das entstandene Auge schlägt er zwei Rundtörns. Mit einem halben Schlag um den zum Körper schauenden Teil stehenden Part schließt er den Knoten ab.
Dann schiebt der Operateur den Knoten etappenweise zur Ligatur vor. Dort holt er ihn dicht durch Zug am losen Ende bei gleichzeitigem Gegendruck auf den Knoten selbst. Die Fadenquellung in situ unterstützt den festen Sitz.

## Alternativen
Weitere extrakorporale Gleitknoten der minimalinvasiven Chirurgie sind der Melzer-Bueß-, der Weston- und der Von-Leffern-Knoten.
In offenen Operationen kommt häufig der Chirurgenknoten zum Einsatz.